# Córdoba directo
Córdoba Directo (estilizado como CD) fue un noticiero argentino emitido por Teleocho, (hoy Telefe Córdoba). El noticiero era la edición matutina de Teleocho Noticias, (actualmente Telefe Noticias), y la versión local del noticiero Baires Directo, (hoy Buen Telefe). Fue conducido en su última etapa por Karina Ortiz.
Por una decisión de la empresa, el noticiero dejó de emitirse el 27 de julio de 2018, desde el 30 de julio de 2018 su lugar fue reemplazado por un magazine matutino de producción externa al canal llamado Despertate!.

## Personal
| Sección      | Periodistas   |
| ------------ | ------------- |
| Presentadora | Karina Ortíz  |
| Deportes     | Ricky Vázquez |
| Espectáculos | Ivana Franco  |

## Programas con el mismo formato
Al igual que Córdoba Directo, varias ciudades del interior del país tomaron el formato de Baires Directo para emitirlo en sus repetidoras. Los programas del Grupo Telefe que crearon programas similares fueron: 
- Rosario directo (Canal 5 de Rosario)
- Mardel Directo (Canal 8 Mar del Plata)
- Bahía Directo (Canal 9 Bahía Blanca)
- Salta Directo (Canal 11 Salta)
- Santa Fe Directo (Canal 13 Santa Fe)